# Салаи, Шандор
Ша́ндор Са́лаи (венг. Szalay Sándor; 6 июня 1893 года, Будапешт, Венгрия — 5 апреля 1965 года, Будапешт, Венгрия) — венгерский фигурист, выступавший в парном разряде. В паре с Ольгой Оргоништой он — двукратный чемпион Европы, призёр чемпионатов мира и трёхкратный чемпион Венгрии. На зимних Олимпийских играх 1932 года пара оказалась в шаге от пьедестала.

## Результаты выступлений
| Соревнования       | 1928 | 1929 | 1930 | 1931 | 1932 |
| ------------------ | ---- | ---- | ---- | ---- | ---- |
| Олимпийские игры   |      |      |      |      | 4    |
| Чемпионаты мира    |      | 3    |      | 2    | 4    |
| Чемпионаты Европы  |      |      | 1    | 1    |      |
| Чемпионаты Венгрии | 1    | 1    | 1    |      |      |